# Pubblica amministrazione
La pubblica amministrazione (spesso abbreviata in PA) è, in diritto, l'insieme degli enti di diritto pubblico che concorrono all'esercizio e alle funzioni della gestione, direzione e coordinazione di uno Stato nelle materie di propria competenza.

## Storia

### Nei sistemi dicivil law

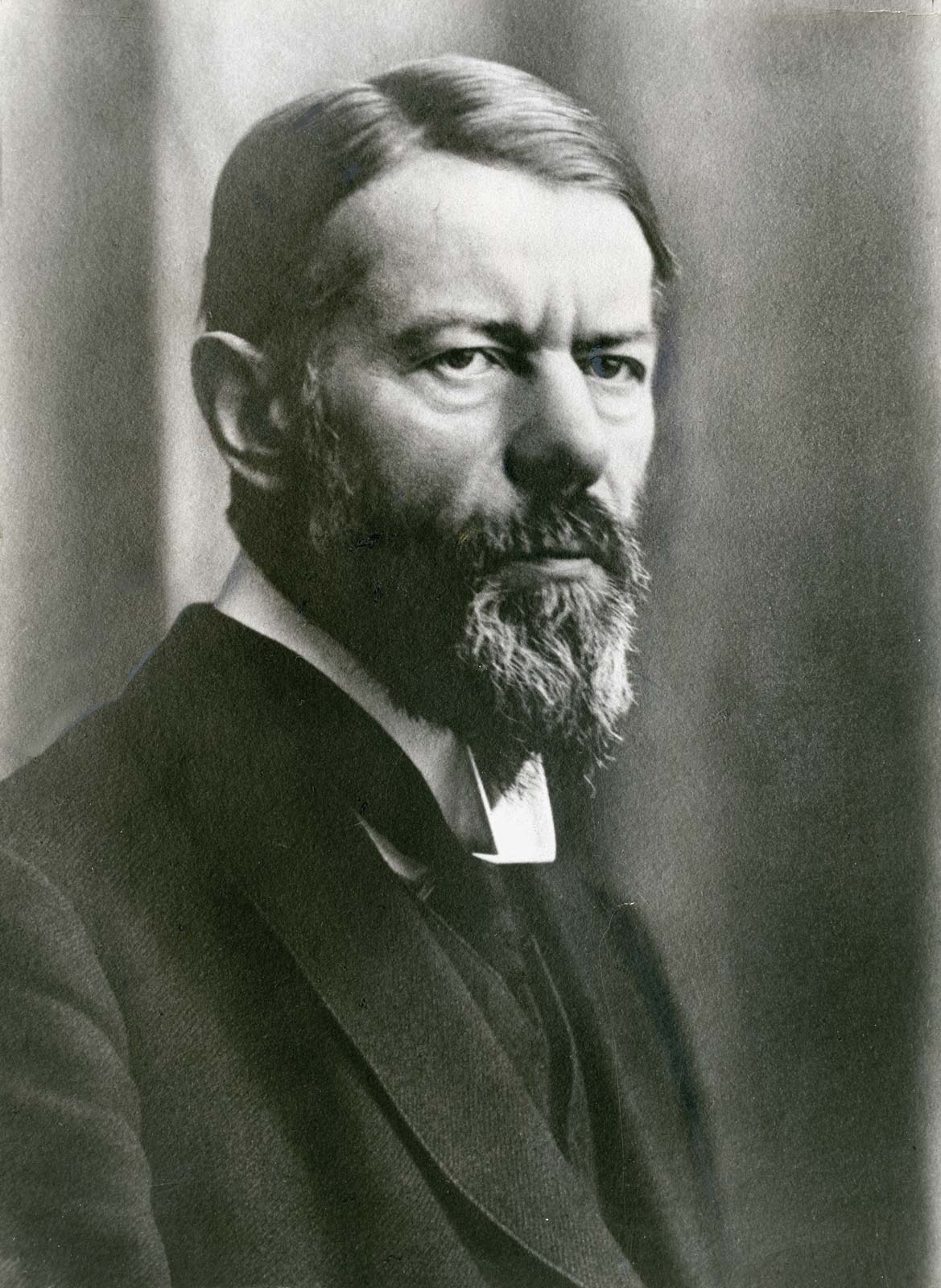
Max Weber, (1864 - 1920)

Nei sistemi di civil law che disciplinano l'organizzazione e il funzionamento delle amministrazioni pubbliche – nonché i rapporti tra le stesse e i destinatari dei loro provvedimenti, ovvero il diritto amministrativo – la formazione di tale corpo normativo separato è stata favorita anche dal fatto che in molti ordinamenti di Civil law i rapporti tra pubblica amministrazione e privati sono devoluti a un giudice ad hoc: il giudice amministrativo.
Nella seconda metà del XIX secolo, sulla scia delle concezioni del tempo, secondo cui lo Stato non poteva che agire in modo autoritativo, il diritto amministrativo è andato espandendosi, inglobando materie prima di diritto privato, quale il rapporto di lavoro tra l'amministrazione e i suoi dipendenti (o, almeno, i funzionari); di conseguenza, i relativi rapporti sono divenuti rapporti di diritto pubblico, con la pubblica amministrazione in posizione di supremazia; secondo Max Weber le principali differenze fra uno Stato moderno e l'amministrazione dei secoli precedenti sono il superamento del beneficio, del vassallaggio e dell'immunità; il concorso pubblico dovrebbe ostacolare l'assunzione di persone di fiducia o favorite dai pubblici ufficiali che lo indicono.
Questa tendenza, peraltro, si era già attenuata all'inizio del XX secolo. Sul finire dello stesso secolo, in molti ordinamenti si manifestava l'opposta tendenza a restringere l'area dell'agire autoritativo della pubblica amministrazione e, quindi, del diritto amministrativo, a favore dell'agire consensuale e del diritto privato; d'altra parte lo stesso diritto amministrativo, tradizionalmente ispirato alla supremazia della pubblica amministrazione nei confronti dei privati e alla prevalenza dell'interesse pubblico sugli interessi privati, negli ultimi tempi è andato aprendosi a una maggiore considerazione di questi ultimi, per esempio garantendo ai loro portatori la partecipazione ai procedimenti amministrativi, sicché si suol dire che il diritto amministrativo attuale è basato sul binomio "autorità-libertà".

### Nei sistemi dicommon law
Nei sistemi di common law l'organizzazione e il funzionamento della pubblica amministrazione, nonché i suoi rapporti con i privati, continuano a essere disciplinati dal diritto comune, ossia dallo stesso diritto che disciplina i rapporti tra i privati. Le potestà pubbliche di cui dispongono gli organi amministrativi sono oggetto di norme speciali, per lo più ricondotte al diritto costituzionale (per esempio, l'espropriazione per pubblica utilità è ricondotta alla disciplina costituzionale del diritto di proprietà), e, al di fuori di quanto in esse previsto, trova applicazione il diritto comune. Inoltre negli ordinamenti di Common law le controversie tra pubblica amministrazione e privati sono in linea di principio devolute agli stessi giudici che conoscono le controversie tra privati.
Di qui l'affermazione che nei paesi di Common law non esiste il diritto amministrativo, anche se in questi ordinamenti, sulla scia del progressivo ampliamento dell'intervento pubblico che ha caratterizzato il XX secolo, è andato strutturandosi un corpo di norme (administrative law) che presenta similitudini con il diritto amministrativo dei paesi di civil law.

## Il significato concettuale
La locuzione "pubblica amministrazione" viene oggi utilizzata, a seconda del contesto, per designare:
- in senso oggettivo, una funzione pubblica (funzione amministrativa), consistente nell'attività volta alla cura degli interessi della collettività (interessi pubblici), predeterminati in sede di indirizzo politico;
- in senso soggettivo, l'insieme dei soggetti che esercitano tale funzione.

### In senso oggettivo
La pubblica amministrazione svolge tanto attività giuridiche, che si manifestano in atti giuridici, quanto attività meramente materiali. L'attività giuridica può estrinsecarsi in provvedimenti attraverso i quali vengono esercitati poteri autoritativi, ossia pubbliche potestà (attività iure imperii), oppure in atti di diritto privato (atti di gestione), tra cui i contratti, adottati in virtù dell'autonomia privata di cui i soggetti della pubblica amministrazione dispongono come tutti i soggetti giuridici (attività iure gestionis).
L'ordinamento può anche consentire all'organo amministrativo di utilizzare atti consensuali e non autoritativi, quali le convenzioni, in luogo del provvedimento o, quantomeno, a integrazione del medesimo; si parla, in questi casi, di modulo consensuale dell'esercizio della funzione amministrativa: nell'ordinamento italiano un esempio è offerto dagli accordi previsti dall'art. 11 della legge n. 241/1990. In questi casi, così come quando agisce iure gestionis, la pubblica amministrazione si spoglia della posizione di supremazia nei confronti dei destinatari dei suoi atti, che invece connota l'attività iure imperii, ponendosi in una posizione tendenzialmente paritaria nei loro confronti, ragione per cui si parla di attività paritetica.

### In senso soggettivo
In senso soggettivo l'amministrazione pubblica è costituita, in primo luogo, dagli organi e uffici dello Stato che dipendono dal governo. Questi sono ordinati in dicasteri, ai quali sono preposti membri del governo che assicurano la traduzione dell'indirizzo politico governativo nell'attività amministrativa degli uffici del dicastero.

#### Semantica giuridica
Con amministrazione pubblica, nel diritto pubblico, si indica un singolo ente pubblico, che esercita la funzione pubblica, all'interno dell'intera pubblica amministrazione – in senso soggettivo – di uno Stato. L'aggettivo "pubblica" che qualifica il termine amministrazione conferisce a quest'ultimo uno specifico ambito concettuale: si differenzia infatti da altri soggetti, persone o enti privati, poiché tale ente svolge attività di amministrazione e cura di interessi pubblici, diversi quindi da quelli privati.
La locuzione viene quindi generalmente utilizzata per riferirsi a un ente pubblico compreso all'interno della pubblica amministrazione; essa si applica anche a organi pubblici (comprese le agenzie) dotati di particolare autonomia gestionale (o sottoposti a vigilanza invece che a diretta subordinazione gerarchica), nonché agli uffici incaricati della gestione delle risorse (finanziarie, umane o strumentali) delle autorità indipendenti di regolazione o degli organi costituzionali.

#### Varietà delle amministrazioni pubbliche
Nella generalità degli ordinamenti le funzioni amministrative, oltre ai dicasteri, possono essere affidate a organizzazioni dotate di una certa autonomia, che possono anche avere personalità giuridica di diritto pubblico, nel qual caso sono enti pubblici, o di diritto privato (società di capitali, fondazioni, ecc.). Ciascuno di tali soggetti – dicastero, organizzazione autonoma dotata o meno di personalità giuridica, sia essa di diritto pubblico o privato – in quanto gli sono affidate funzioni amministrative, può essere considerato un'amministrazione pubblica.
Taluni enti pubblici curano gli interessi di una determinata collettività, in posizione di più o meno ampia autonomia dallo Stato e da altri enti pubblici: sono questi gli enti autonomi, tra i quali rientrano, in particolare, gli enti territoriali locali. A essi si contrappongono gli enti strumentali che, invece, perseguono fini propri di un altro ente, al quale sono perciò legati da vincoli di soggezione; tra gli enti strumentali rientrano le agenzie, se dotate di personalità giuridica, mentre, quando ne sono prive, vanno considerate uffici dello Stato o di altri enti pubblici, seppur complessi e dotati di una certa autonomia.
Negli ordinamenti di common law gli enti territoriali locali (contee, ecc.) sono considerati organi dello Stato dotati di personalità giuridica, mentre gli altri enti che compongono la pubblica amministrazione – variamente denominati: administration, agency, authority, board, commission, ecc. – sono persone giuridiche disciplinate dal diritto privato.
Quando la pubblica amministrazione vende beni o servizi sul mercato svolge attività d'impresa: si parla, in questi casi, di impresa pubblica, sebbene tali imprese, a differenza di quelle private, non abbiano un fine principale di lucro. L'impresa pubblica può essere esercitata, oltre che da un'amministrazione pubblica con i propri organi, da un'organizzazione apposita, dotata di una certa autonomia, all'interno di un'amministrazione pubblica (azienda autonoma) o da un apposito ente pubblico (sono quelli che in Italia prendono il nome di enti pubblici economici) o, ancora, da una società di capitali controllata da una o più amministrazioni pubbliche (società a partecipazione pubblica).
Oltre alle amministrazioni pubbliche di cui si è finora detto, esistono in molti ordinamenti giuridici anche organi o enti pubblici che esercitano particolari funzioni amministrative in una posizione di piena e sostanziale indipendenza dall'indirizzo politico del governo e di altri enti pubblici: sono le autorità amministrative indipendenti.
Negli ordinamenti in cui vige la separazione dei poteri tutte le amministrazioni pubbliche, comprese le autorità amministrative indipendenti, costituiscono, unitamente al governo, uno dei tre poteri dello Stato: il potere esecutivo.
Vi sono, infine, casi in cui l'attività amministrativa è esercitata in proprio da soggetti privati, persone fisiche o giuridiche, estranee alla pubblica amministrazione; si parla allora di esercizio privato di funzioni pubbliche o di servizi pubblici.

## Caratteristiche

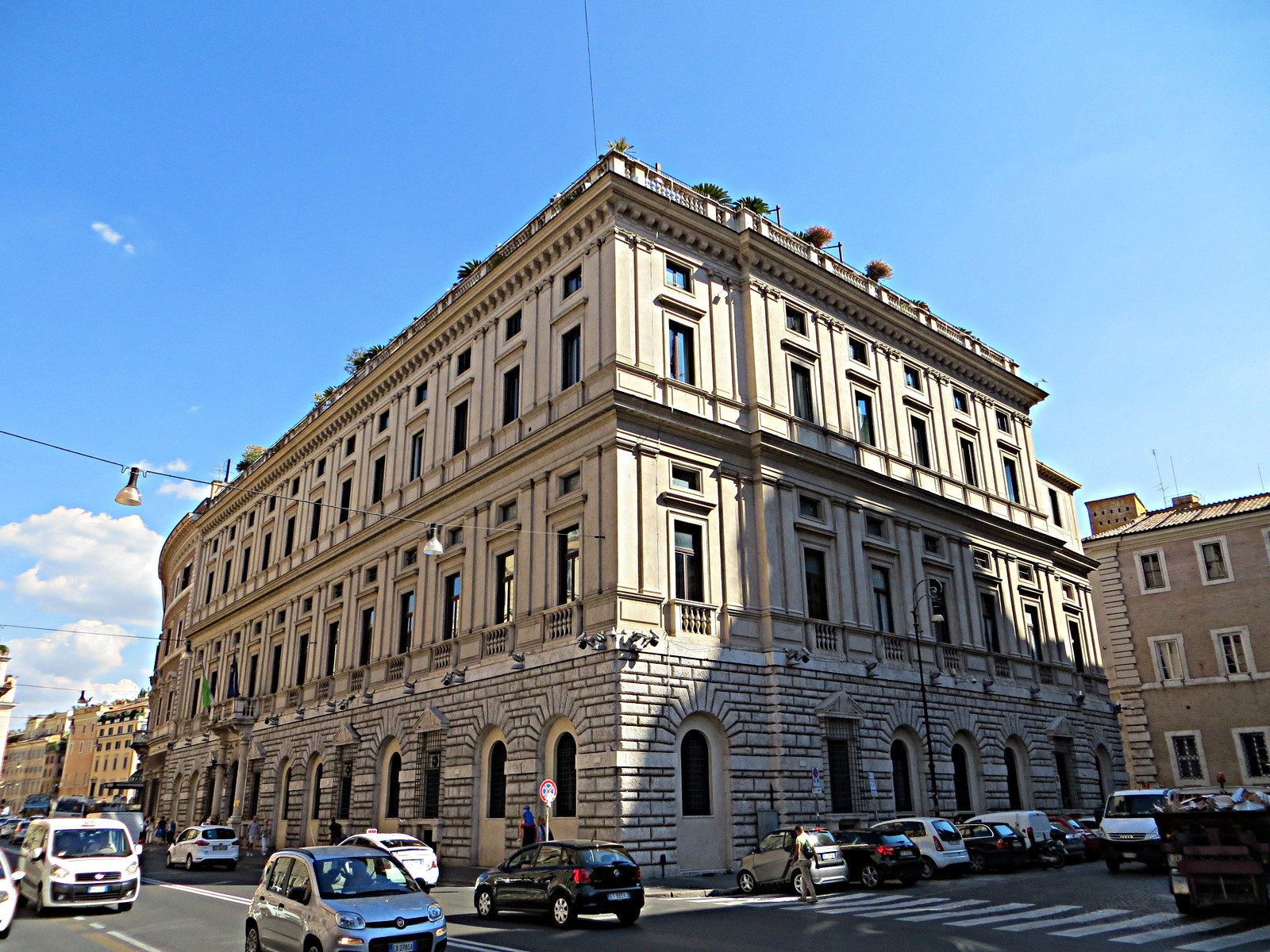
Piazza Vidoni - Presidenza del Consiglio dei Ministri - Dipartimento della Funzione Pubblica

### La funzione pubblica
Nell'ambito della funzione amministrativa si vuole distinguere la funzione pubblica in senso stretto, comprendente le attività amministrative connotate dall'esercizio di poteri autoritativi, dai servizi pubblici, ossia quelle attività, non connotate dall'esercizio di pubbliche potestà, volte all'erogazione di prestazioni d'interesse pubblico. Nella pratica la distinzione non sempre è netta: spesso, infatti, si nota una commistione tra i due tipi di attività, sicché la classificazione nell'una piuttosto che nell'altra categoria può essere fatta solo in base a un criterio di prevalenza.
La funzione amministrativa si distingue tradizionalmente in attiva, comprendente le attività giuridiche e meramente materiali direttamente volte al soddisfacimento degli interessi pubblici, consultiva, comprendente le attività volte a supportare la funzione attiva fornendo pareri a chi la esercita, e di controllo, comprendente le attività di controllo volte ad assicurare che la funzione attiva sia esercitata in conformità alle norme giuridiche e all'interesse pubblico. A queste, alcuni autori aggiungono l'amministrazione giustiziale, nella quale fanno rientrare la decisione dei ricorsi amministrativi.

### La funzione amministrativa e discrezionalità
Nei moderni ordinamenti giuridici, l'attività delle pubbliche amministrazioni è orientata nel rispetto di alcuni principi, come ad esempio:
- principio di buon andamento;
- principio di imparzialità;
- principio di legalità;
- principio di sussidiarietà.

Poiché diretta alla cura di interessi pubblici predeterminati in sede politica, la funzione amministrativa è attività non libera nel fine a differenza dell'attività svolta dai soggetti di diritto nell'ambito della loro autonomia privata. Di solito il legislatore stabilisce l'interesse pubblico da perseguire, lasciando all'organo amministrativo un margine più o meno ampio di scelta sul modo per farlo; in ordine a tale scelta l'organo deve ponderare l'interesse pubblico affidato alle sue cure (interesse primario) con gli altri interessi, pubblici o privati, con esso confliggenti (interessi secondari), per stabilire se questi ultimi devono recedere di fronte al primo. Si parla in questi casi di discrezionalità amministrativa.
Se l'attività amministrativa è tipicamente discrezionale, non mancano tuttavia casi di attività amministrativa vincolata, laddove il legislatore ha ritenuto di dover effettuare una volta per tutte la ponderazione degli interessi in gioco, stabilendo in modo puntuale ed esaustivo i contenuti dell'attività che deve essere posta in essere dall'organo amministrativo.

### Organizzazione
La pubblica amministrazione nel concreto può organizzarsi secondo i principi:
- Accentramento amministrativo;
- Decentramento amministrativo.

Se nel primo caso, gran parte dei poteri e delle funzioni sono attribuiti agli organi centrali dello Stato centrale, nel secondo caso, questi vengono attribuiti a organi diversi da quelli centrali, che riflettono l'autonomia amministrativa territoriale prevista dal suo ordinamento giuridico.

### Relazioni con gli altri poteri dello stato
La funzione amministrativa si distingue da quella legislativa (o, più in generale, normativa) perché quest'ultima si traduce nella creazione di norme generali e astratte, con efficacia erga omnes, laddove l'amministrazione invece provvede tendenzialmente per il caso singolo, mediante norme speciali e concrete, aventi efficacia inter partes. Peraltro, vi sono anche atti della pubblica amministrazione che hanno come destinatari una pluralità indeterminata di soggetti (atti generali); alcuni di questi contengono norme non solo generali ma anche astratte, perché applicabili a una pluralità indeterminata di casi, nel qual caso si tratta di veri e propri atti normativi (regolamenti) e siamo di fronte all'esercizio di funzioni materialmente normative da parte di organi amministrativi, in deroga al principio di separazione dei poteri. La funzione amministrativa si differenzia, invece, dalla funzione giurisdizionale per la particolare posizione di terzietà del giudice che caratterizza quest'ultima.
In virtù del principio di legalità, proprio dello Stato di diritto, gli organi della pubblica amministrazione possono esercitare le sole potestà loro conferite dalle norme, tendenzialmente generali e astratte, poste dal potere legislativo e le devono esercitare in conformità a tali norme. Il principio vale anche per gli atti formalmente amministrativi con i quali viene esercitata una funzione materialmente normativa, ossia per i regolamenti, i quali, pertanto, non potranno che essere subordinati alla legge nella gerarchia delle fonti del diritto.

## Nel mondo

### Unione europea
L'interesse della Commissione europea verso gli Stati membri è duplice: da un lato tende a indirizzare le autorità amministrative all'attuazione della disciplina pro-concorrenziale imposta dai trattati, e in questa direzione ha introdotto la nozione di organismo di diritto pubblico per ricomprendere l'intera fenomenologia, pur nella sua estrema varietà.
Dall'altro lato, in ordine all'adempimento delle politiche comuni lascia impregiudicato l'apparato soggettivo investito della funzione di sovrintendere a tali politiche. Ciò nondimeno, l'Unione europea: a) correda i suoi atti normativi con la richiesta dell'indicazione dei soggetti nazionali (o, spesso, anche regionali) investiti della responsabilità del flusso informativo dal basso verso l'altro, per cui in ultima analisi è a tali soggetti che la Commissione fa capo come referenti nella rete di decisioni pubbliche che attengono alle politiche comuni; b) conduce, nel quadro dell'Action Plan on Better Regulation, revisioni periodiche degli oneri amministrativi che discendono dalle politiche pubbliche.
Un monitoraggio, delle modalità con cui gli Stati europei agiscono, attesta un arco assai vasto di scelte operative. Tra di esse i moduli di amministrazione pubblica – riferibili al soggetto pubblico regolatore/agevolatore/controllore – appaiono essenzialmente ricondursi al Ministero nei Paesi nordici (con l'importante variante federale per la Germania, in cui la funzione va ripartita tra i relativi uffici pubblici a livello di Bund (federale) e di Land), mentre nei Paesi latini essi valorizzano anche l'ente autarchico o comunque di diritto pubblico o l'azienda pubblica ovvero anche l'ente o istituto o società di diritto privato, ma con funzione non economica e sotto controllo del relativo Ministero (o struttura pubblica equivalente dell'ente territoriale, nelle realtà federali o ad ampio decentramento.

### Italia
Ai sensi dell'art. 5 della Costituzione italiana, l'organizzazione della pubblica amministrazione italiana è informata al principio del decentramento amministrativo.
Gli enti che ne fanno parte sono quelli di cui all'art. 1, comma 2 del d.lgs. 30 marzo 2001 n. 165 e sono:
- la Presidenza del Consiglio dei ministri, i ministeri e le loro articolazioni centrali e locali, le istituzioni scolastiche, le agenzie e le aziende autonome;
- le autorità amministrative indipendenti;
- le regioni, le province, i comuni e gli altri enti territoriali locali;
- gli altri enti pubblici, nazionali e locali, tra cui le istituzioni universitarie, gli enti pubblici di ricerca, le camere di commercio, industria, artigianato e agricoltura e gli enti che compongono il Servizio sanitario nazionale.

Va notato che la pubblica amministrazione, così delimitata, non coincide con il settore amministrazioni pubbliche, definito a fini statistici dall'ISTAT come "il settore che raggruppa le unità istituzionali le cui funzioni principali consistono nel produrre per la collettività servizi non destinabili alla vendita e nell'operare una redistribuzione del reddito e della ricchezza del Paese". Rientrano infatti in questa definizione non solo gli organi ed enti della pubblica amministrazione, ma anche gli organi legislativi e giurisdizionali: si tratta di una traduzione, non molto felice, del termine inglese General government, usato dal System of National Accounts (SNA), lo standard internazionale di contabilità nazionale adottato dall'ONU.
Dal punto di vista economico-finanziario, la pubblica amministrazione si differenzia dalla libera impresa privata per l'assenza di profitti e per detenere un livello di liquidità sufficiente a coprire gli esborsi correnti, mentre l'eventuale avanzo primario di bilancio dovrebbe trovare impiego in progetti di pubblica utilità durante gli esercizi successivi.
Il controllo di gestione non è in contraddizione con il pubblico interesse, il fine di equità e socialità della pubblica amministrazione, se si intende l'impresa come "comunità d'individui che si organizzano per creare valore da destinare al soddisfacimento dei bisogni umani". Il controllo di gestione introduce il superamento dell'idea dell'"amministrazione per atti" e della conformità formale alla norma come unico criterio guida dell'azione della PA, si pone al servizio del cittadino, un'organizzazione e modi di lavorare non più statici in vista del miglioramento continuo degli obiettivi di efficienza ed efficacia.
L'elevata pressione ed evasione fiscale italiana, gli stringenti vincoli di bilancio imposti dall'Unione europea alla spesa pubblica in disavanzo, hanno creato uno "stress sui costi" che ha indotto molte pubbliche amministrazioni ad adottare logiche di gestione nate e fatte proprie dalle aziende private, impiantando al proprio interno sistemi di controllo di gestione – con l'adozione dei costi standard o altra contabilità analitica interna, l'identificazione di centri di responsabilità (centri di costo, provento, risultato, investimento), l'assegnazione per centro di obiettivi chiari misurabili e condivisi, una retribuzione variabile di risultato, risorse umane e un budget finanziario – in base al principio per cui chi ha l'obiettivo, ha anche reale autonomia e responsabilità sulle risorse che gli vengono assegnate per raggiungerlo.
Inoltre, coerentemente con l'ottica appena descritta, le PA acquisiscono programmi informatici o parti di essi nel rispetto dei principi di economicità e di efficienza, tutela degli investimenti, riuso e neutralità tecnologica, a seguito di una valutazione comparativa di tipo tecnico ed economico tra diverse soluzioni presenti sul mercato, tra cui il software libero.